# Minillas (San Germán)
Minillas es un barrio ubicado en el municipio de San Germán en el estado libre asociado de Puerto Rico. En el Censo de 2010 tenía una población de 3377 habitantes y una densidad poblacional de 227,27 personas por km².

## Geografía
Minillas se encuentra ubicado en las coordenadas 18°5′14″N 66°59′19″O / 18.08722, -66.98861. Según la Oficina del Censo de los Estados Unidos, Minillas tiene una superficie total de 14.86 km², de la cual 14.86 km² corresponden a tierra firme y (0.02%) 0 km² es agua.

## Demografía
Según el censo de 2010, había 3377 personas residiendo en Minillas. La densidad de población era de 227,27 hab./km². De los 3377 habitantes, Minillas estaba compuesto por el 84.87% blancos, el 5.6% eran afroamericanos, el 0.27% eran amerindios, el 0.03% eran asiáticos, el 7.31% eran de otras razas y el 1.92% pertenecían a dos o más razas. Del total de la población el 99.47% eran hispanos o latinos de cualquier raza.